# Shmi Skywalker
Vous lisez un « bon article » labellisé en 2016.
Personnage de fiction apparaissant dans
Star Wars.
Shmi Skywalker est un personnage de la saga cinématographique Star Wars. Esclave du ferrailleur Watto sur la planète Tatooine, Shmi est la mère d'Anakin Skywalker. Elle consent à se séparer de son fils pour qu'il devienne un puissant Jedi. Capturée par des hommes des sables, elle est torturée et battue à mort. Son décès provoque un fort traumatisme sur Anakin. Il s'agit de la première étape du chemin qui le conduira à devenir le maléfique et cruel Sith connu sous le nom de Dark Vador.
Archétype de la bonne mère, Shmi est prête à se sacrifier pour assurer un avenir meilleur à son fils. Elle est créée en 1994 par George Lucas pour le scénario du film La Menace fantôme. Shmi est interprétée par l'actrice suédoise Pernilla August.
En plus des mises en roman des films La Menace fantôme et L'Attaque des clones, Shmi apparaît dans plusieurs romans, guides, courts récits en bande dessinée, figurine et dans un épisode de la série The Clone Wars.
Plusieurs critiques pensent que George Lucas s'est inspiré de la Vierge Marie pour construire ce personnage. Sa mort en revanche semble, elle, plus influencée par le cinéma américain. Son traitement est rapproché de celui de la femme européenne face aux personnages d'Arabes ou d'Apaches.

## Univers
L'univers de Star Wars se déroule dans une galaxie qui est le théâtre d'affrontements entre les Chevaliers Jedi et les Seigneurs noirs des Sith, personnes sensibles à la Force, un champ énergétique mystérieux leur procurant des pouvoirs psychiques. Les Jedi maîtrisent le Côté lumineux de la Force, pouvoir bénéfique et défensif, pour maintenir la paix dans la galaxie. Les Sith utilisent le Côté obscur, pouvoir nuisible et destructeur, pour leurs usages personnels et pour dominer la galaxie.
Pour amener la paix, une République galactique a été fondée avec pour capitale la planète Coruscant. Mais, tout au long de son existence, la République est secouée par des sécessions et des guerres. En 32 av. BY, les Jedi Qui-Gon Jinn et Obi-Wan Kenobi sont envoyés sur la planète Naboo pour résoudre pacifiquement un de ces conflits.

## Histoire

### AvantLa Menace fantôme
Shmi est née en 72 av. BY,. Quelques années après sa naissance, elle et ses parents sont capturés par des pirates et vendus en esclavage. Elle est séparée de ses parents alors qu'elle est très jeune et ne garde ainsi qu'un vague souvenir de sa famille. Elle change plusieurs fois de propriétaires durant sa jeunesse. D'abord employée d'entretien, l'une de ses maîtresses lui donne ensuite une formation technique. Bien qu'elle ne connaisse aucun homme, elle tombe mystérieusement enceinte,. Elle donne ensuite naissance à un enfant qu'elle prénomme Anakin. Celui-ci devient à son tour un esclave.

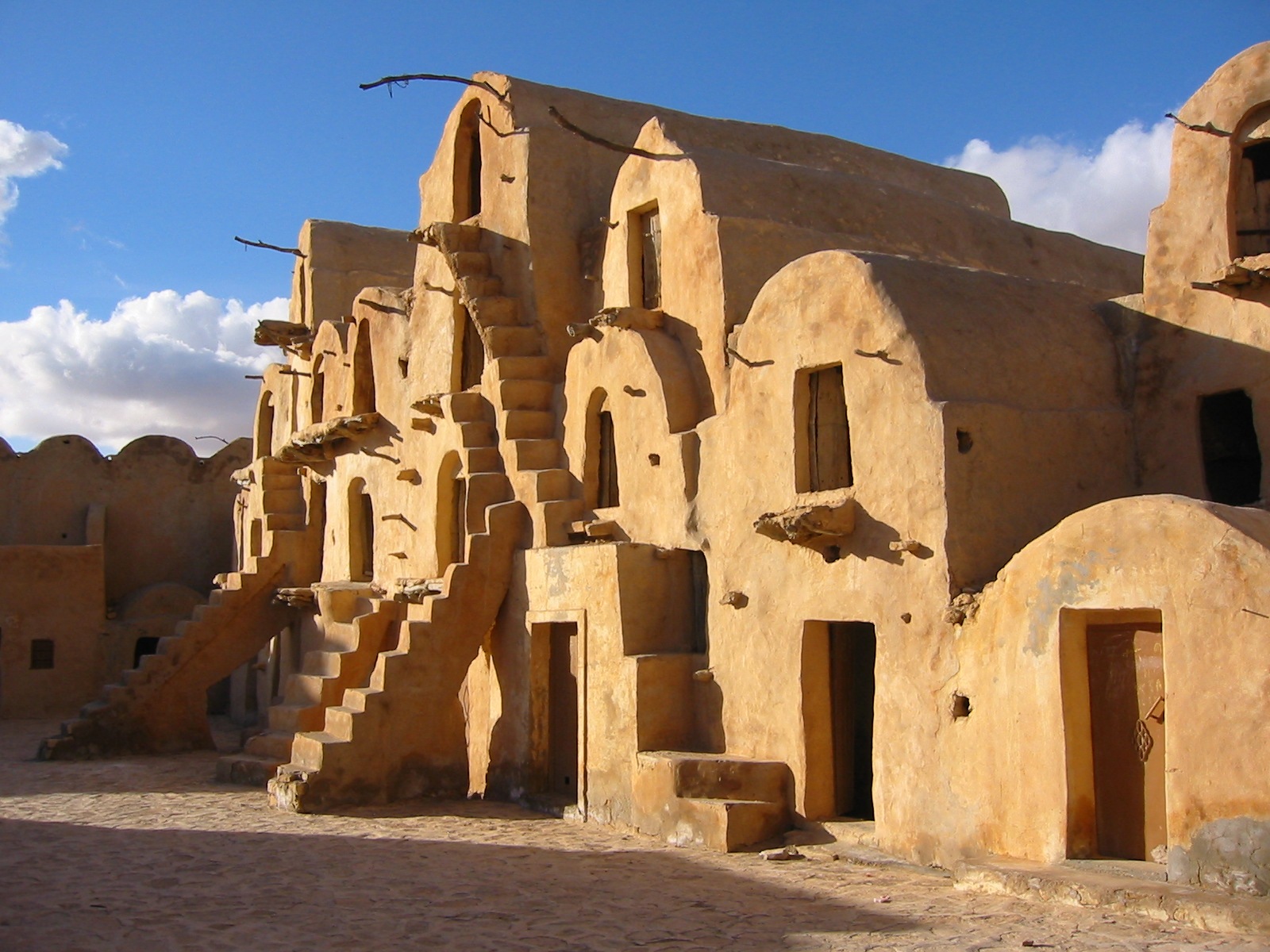
Quartier des esclaves de Mos Espa où résident Shmi et Anakin Skywalker.

Alors qu'Anakin n'est qu'un bébé, ils sont vendus à Gardulla la Hutt, une riche propriétaire de la planète Tatooine. Les Hutts sont notoirement connus pour leur cruauté et leur brutalité. Shmi appréhende ce changement de maître, mais finalement tout se passe relativement bien. Anakin grandit et commence alors à développer un don remarquable pour la réparation de mécanismes. En 38 av. BY, Gardulla parie sur une course de modules avec un ferrailleur toydarien nommé Watto. Elle utilise Shmi et son fils comme mise et les perd au profit du ferrailleur. Watto les affecte à sa boutique dans la ville de Mos Espa. La mère est chargée du nettoyage tandis que le fils récupère et répare toutes sortes d'appareils. Shmi et son fils obtiennent même une modeste maison dans le quartier des esclaves de la ville. Elle est composée de deux chambres, d'une cuisine et d'un coin atelier.
Les talents d'Anakin s'accroissent à mesure qu'il grandit au point qu'avant d'avoir neuf ans, il parvient à construire seul un module de course. Leur nouveau maître, même s'il est rude, leur laisse une relative indépendance et autorise même Shmi à effectuer du travail supplémentaire rémunéré pour des habitants de Mos Espa,. Watto s'efforce alors d'exploiter les talents du jeune Anakin et le pousse à devenir pilote de module. Shmi, très inquiète pour son fils, tente en vain de dissuader son maître de l'inscrire sur les lignes de départ de ce sport rapide et dangereux.

### La Menace fantôme
C'est alors qu'un jour de l'an 32 av. BY débarquent dans la boutique de Watto le Jedi Qui-Gon Jinn et ses compagnons Jar Jar Binks et Padmé Amidala. Venus de Naboo, ils ont fait escale sur Tatooine car leur vaisseau spatial est en panne et ils ont besoin d'un hyperdrive T-14 pour le réparer. Ces clients font d'abord la connaissance d'Anakin, puis de Watto. Se méfiant des étrangers, ce dernier refuse les crédits républicains que lui offre Qui-Gon et ne veut être payé qu'en monnaie locale. Dépités, le Jedi et ses amis quittent la boutique. Anakin propose alors de les héberger chez lui au lieu de repartir à bord de leur vaisseau,.
Shmi se retrouve donc avec trois inconnus à sa table. D'abord soupçonneuse, elle constate ensuite que ce sont des gens de bien et parvient même à se confier à Qui-Gon en lui révélant les origines de son fils et son absence de père. Le Jedi pense alors que l'enfant est peut-être « l'élu » d'une ancienne prophétie. Il constate également qu'Anakin a construit en secret un module de course. Qui-Gon retourne alors voir Watto avec une proposition. Lors d'une précédente course, le module du ferrailleur s'est fait détruire et Qui-Gon affirme en avoir gagné un au jeu. Il souhaite qu'Anakin le pilote. Watto n'a de son côté qu'à payer les frais d'inscriptions à la prochaine course de la Boonta. Si Anakin gagne, Watto gardera les gains et livrera au Jedi les pièces dont ce dernier a besoin. Si Anakin perd, le vaisseau spatial de Qui-Gon deviendra la propriété de Watto.

« Est ce qu'on se reverra ? » 
 « Que répond ton cœur à cette question ? »

— Anakin et Shmi Skywalker
Le matin de la course, plus excité que jamais, Watto avoue à Qui-Gon qu'Anakin n'a aucune chance de gagner face à Sebulba. Le Jedi en profite alors pour parier à nouveau avec le ferrailleur. Si Anakin gagne, il sera affranchi. S'il perd, le module de course deviendra la propriété de Watto. Le toydarien accepte une nouvelle fois de parier. Shmi se rend sur la grille de départ avant le début de la course et prend son fils à part. Elle lui recommande d'être prudent et lui souhaite bonne chance. Puis elle suit la course avec le Jedi et ses amis. La victoire surprise de son fils la rend très fière mais lui enlève alors la seule chose qui ne lui avait jamais appartenu.
Son fils, désormais libre, doit alors la quitter et suivre Qui-Gon sur Coruscant, où il lui promet d'en faire un Jedi. La séparation est particulièrement dure pour Shmi et Anakin. Cependant, la mère parvient à trouver les mots pour rassurer son fils et lui promet qu'ils se retrouveront.

### EntreLa Menace fantômeetL'Attaque des clones
Une fois son fils parti, Shmi se retrouve sans but dans la vie. Un Jedi envoyé par Qui-Gon lui transmet quelques nouvelles après l'arrivée d'Anakin sur Coruscant, puis après ce messager elle n'eut plus d'information. La mort brutale de Qui-Gon en est l'une des raisons. Obi-Wan Kenobi, le nouveau mentor d'Anakin, n'ayant pas connu Shmi, ne se préoccupe alors pas de l'informer sur le parcours de son fils au sein de l'académie Jedi. Pour combler ce vide, Shmi commence un journal où elle raconte son quotidien dans l'espoir qu'Anakin puisse retrouver un jour ce document.
En 28 av. BY, alors qu'elle travaille dans la décharge de Watto, elle fait la connaissance d'un cultivateur d'humidité nommé Cliegg Lars. Ce solitaire, veuf et père d'un jeune fils, est alors à la recherche de pièces pour réparer un landspeeder. L'attraction est presque immédiate et l'homme commence alors à la courtiser. Quelques mois plus tard, Cliegg achète la liberté de Shmi, puis lui demande de l'épouser,. Watto ne peut se permettre de refuser l'offre de Lars car plusieurs dettes de jeu l'ont quasiment ruiné.

### L'Attaque des clones
Si son fils lui manque encore, les années qui suivent sont heureuses pour Shmi. Elle s'occupe de finir la construction de C-3PO, le droïde qu'Anakin avait commencé à assembler et participe à l'éducation d'Owen, le fils de Cliegg. Elle accueille ensuite à la ferme Lars, Beru Whitesun, une jeune fille de Mos Eisley dont le jeune Owen est tombé amoureux.

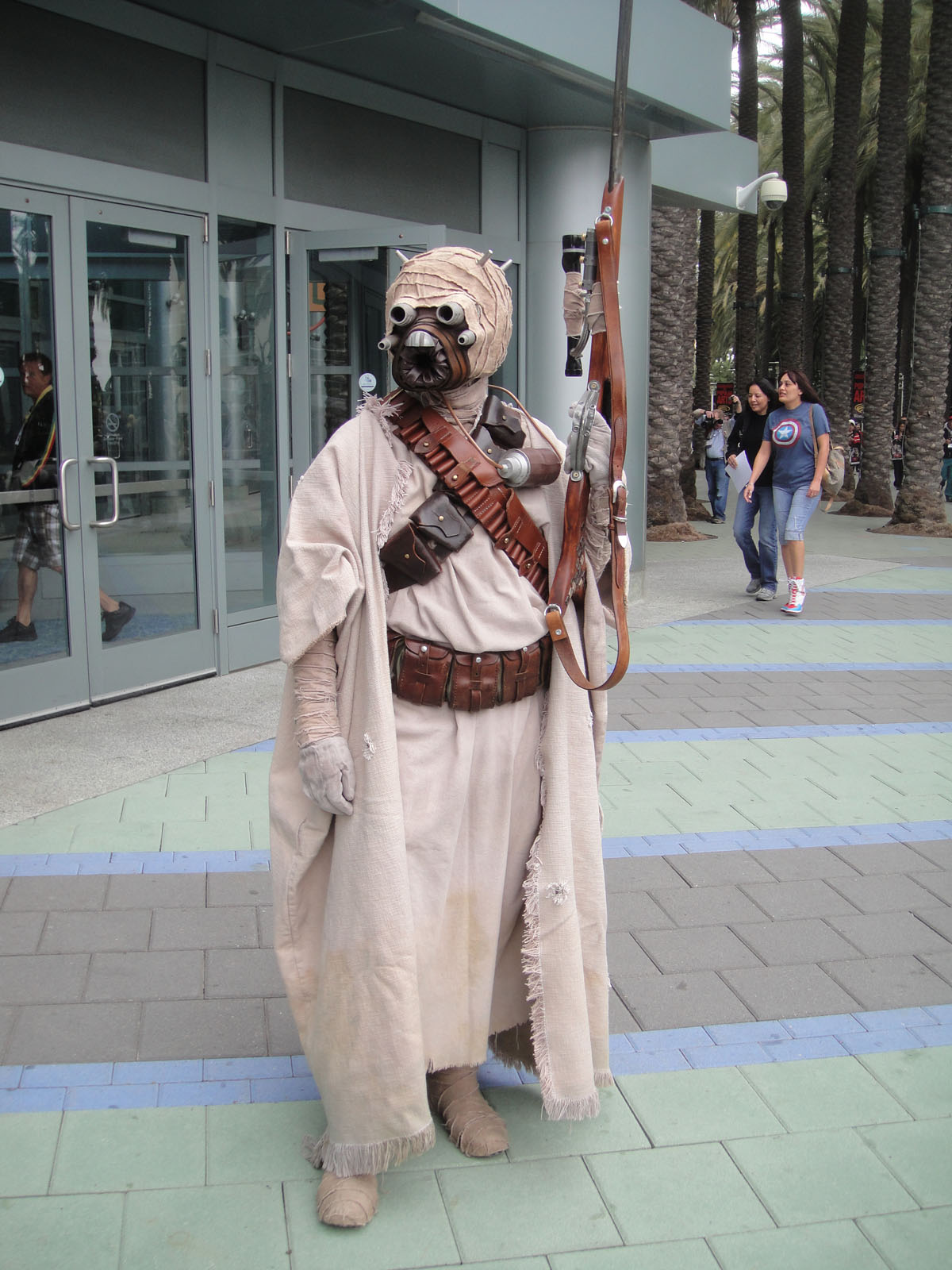
Cosplay d'un Homme des Sables.

En 22 av. BY, alors qu'elle cueille des champignons loin de la ferme, elle est enlevée par un groupe d'Hommes des Sables, une race de pillards sanguinaires vivant sur la planète. Cliegg, avec des fermiers voisins, se lance à leur poursuite, mais ils tombent dans une embuscade. La majorité d'entre eux se fait tuer et Cliegg, blessé, perd une jambe dans le combat. Les Hommes des Sables maintiennent alors leur prisonnière en vie, mais ils l'attachent et la battent pendant des semaines,.
Anakin, alors en mission sur la planète voisine Naboo avec Padmé Amidala, ressent à travers la Force la douleur de sa mère. Persuadé qu'elle est en danger, il décide de se rendre en compagnie de Padmé auprès de sa mère. Il rend alors visite à Watto puis aux Lars qui lui expliquent la situation. Anakin part ensuite à la recherche des Hommes des Sables et arrivent à les localiser. Il s'introduit alors dans la hutte où sa mère est retenue. Malheureusement, Shmi est mourante. Malgré les souffrances qu'elle a endurées durant sa captivité, la présence de son fils lui permet de mourir heureuse et apaisée,.
Anakin, lui n'est pas apaisé. Il est fou de douleur et décide de se venger. Il sort de la hutte et massacre tous les Hommes des sables sans exception. Il n'épargne ni femmes, ni enfants,,. Anakin rapporte ensuite le corps de sa mère chez les Lars qui se chargent de la mettre en terre.

### Héritage
La mort de Shmi est le premier point narratif du basculement d'Anakin vers le Côté obscur de la Force. C'est d'ailleurs lorsqu'Anakin avoue à Padmé qu'il a massacré tout un village que retentit pour lui, et pour la première fois dans la chronologie de la saga le thème musical de Dark Vador, la célèbre Marche Impériale. Ce premier point sera suivi de plusieurs autres qui mèneront le jeune Jedi vers sa déchéance et sa transformation physique et morale en un être maléfique et sanguinaire renonçant à son propre nom pour n'être plus connu que sous le nom de Dark Vador. Après avoir été « l'élu » et le meilleur des Jedi, il devient comme Satan dans la doctrine chrétienne, l'ange condamné par son orgueil.

## Caractéristiques
Shmi est une femme simple, aimante et douce. Elle porte des vêtements modestes faits d'étoffes grossières. Elle s'efforce d'offrir à son fils un foyer heureux malgré leur condition d'esclave. Elle est l'archétype de la mère, et comme toute bonne mère, elle est naturellement anxieuse lorsque son fils met sa vie en péril lors des courses de module. Sa vie est clairement centrée sur son fils. Déterminée à ce que l'avenir de celui-ci soit meilleur, elle sait que son fils à des pouvoirs spéciaux, mais elle ne réalise qu'il peut devenir un Jedi, qu'après l'arrivée dans sa demeure de Qui-Gon Jinn. Son amour absolu pour son enfant la pousse alors à accepter de se séparer de lui pour qu'il accomplisse son destin : devenir un Jedi. Il s'agit du trait de caractère le plus remarquable du personnage. Elle décide d’être forte et de ne pas montrer ses émotions. Lors de la séparation définitive avec son fils, elle reste maîtresse d’elle-même mais parvient difficilement à se contenir. Durant les années qui suivent le départ de son fils, Shmi passe de nombreuses nuits à regarder les étoiles pour s'imaginer la vie qu'il mène loin d'elle.

## Concept et création
La première trilogie Star Wars (1977-1983) a comme grand méchant le célèbre Dark Vador. Pour sa nouvelle trilogie, le réalisateur George Lucas décide de raconter les jeunes années de ce dernier alors qu'il n'est pas encore un Sith et arbore encore le nom d'Anakin Skywalker. Shmi est créée en 1994 alors que Lucas écrit le scénario du film La Menace fantôme qui aborde l'enfance d'Anakin sur la planète Tatooine.
Son nom est forgé à partir de celui de Lakshmi, la déesse hindoue épouse de Vishnou. Dans le panthéon indien, ce personnage est l'incarnation de la mère universelle et la déesse de la prospérité, de la fertilité et du succès.

## Interprétation
C'est dans le numéro 32 du magazine Star Wars Insider qu'est révélé en juillet 1997 que le jeune Anakin Skywalker sera interprété par Jake Lloyd et que Pernilla August jouera sa mère Shmi. Cette dernière est alors essentiellement connue pour ses rôles dans le théâtre et cinéma suédois, son pays d'origine. Mais, elle a également déjà travaillé pour la société Lucasfilm lors de la série Les Aventures du jeune Indiana Jones en 1993.

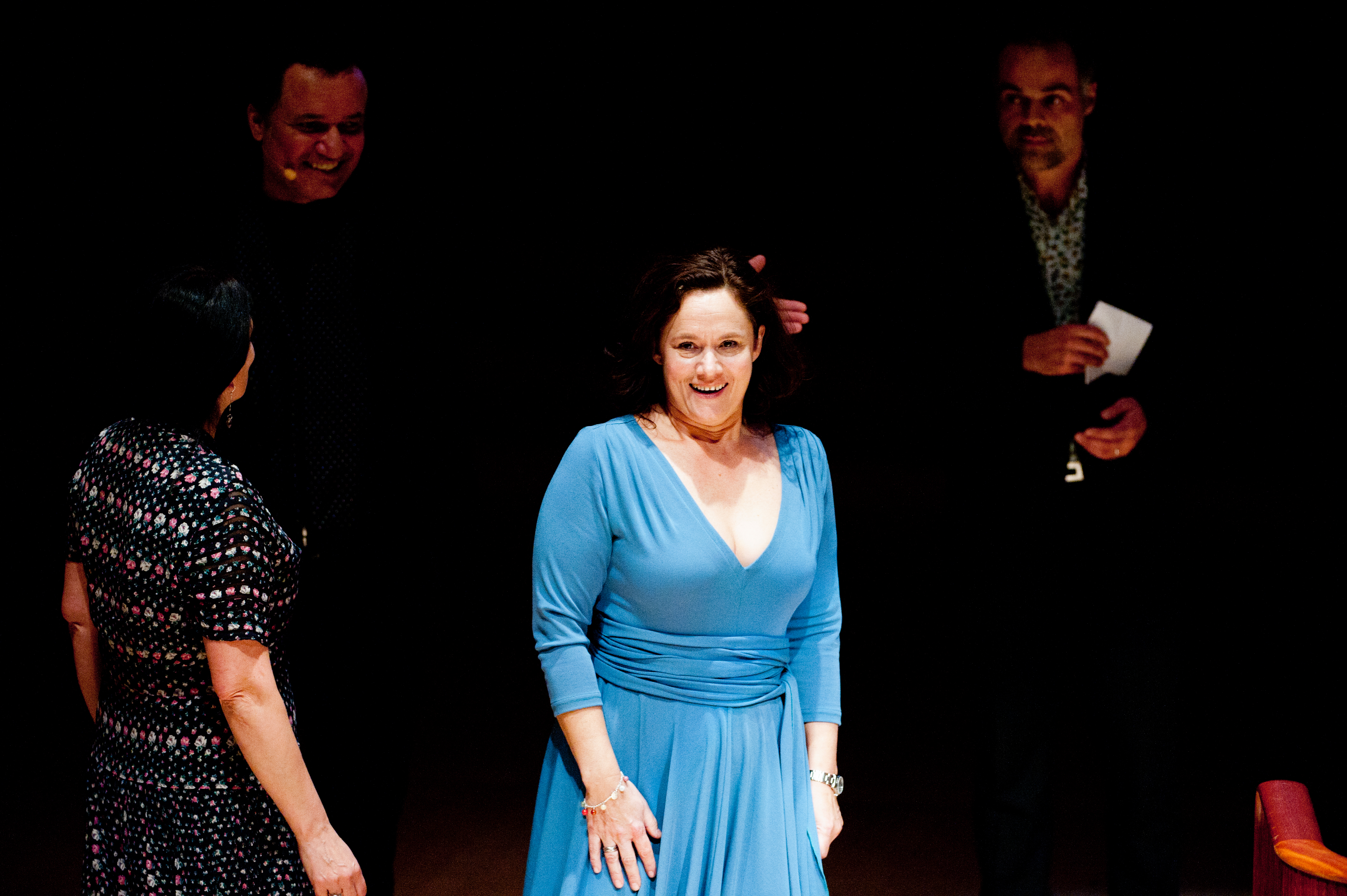
Pernilla August en 2011.

August indique avoir adoré sa collaboration avec Liam Neeson, l'interprète du Jedi Qui-Gon Jinn. Elle dit avoir « eu l'impression de danser de manière merveilleuse avec lui ». Vivant à la campagne, elle ne s'est pas tout de suite rendue compte de l'ampleur du phénomène Star Wars. C'est en se rendant à la convention Star Wars Celebration début mai 1999 qu'elle voit pour la première fois l'engouement des fans. Ce n'est qu'après avoir été contactée pour passer l'audition pour le rôle, qu'elle a regardé en 1997 pour la première fois les films Star Wars lors de la première de l’édition spéciale en Suède.
Pernilla August a tourné plusieurs films avec le célèbre réalisateur suédois Ingmar Bergman. Un journaliste lui demande après la sortie de La Menace fantôme de comparer les styles de Bergman et de George Lucas. Elle lui répond que c’est impossible mais que cependant les deux réalisateurs parviennent tous deux à créer une atmosphère très chaleureuse au sein de l’équipe de tournage et ainsi donner un sentiment de sécurité aux interprètes qu’ils dirigent.
De retour en 2000 dans le rôle de Shmi pour le film L'Attaque des clones, Pernilla August livre un jeu intense car selon elle, « il y a des émotions très fortes » dans cet épisode. Mais cela ne lui fait pas peur car elle a tellement travaillé avec Ingmar Bergman qu'elle en a l'habitude. Une chose la perturbe cependant, c'est que l'acteur interprétant son fils n'est plus le même. Dans le premier film il s'agit de Jake Lloyd âgé de huit ans, dans le second c'est Hayden Christensen qui en a dix-neuf.

## Adaptations
En plus des mises en roman en bande dessinée, en jeu vidéo, en roman et en roman jeunesse des films La Menace fantôme et L'Attaque des clones, Shmi Skywalker apparaît dans plusieurs produits dérivés de la saga Star Wars.

### Livres et bandes dessinées
Shmi apparaît dans plusieurs histoires courtes montrant le jeune Anakin Skywalker sur Tatooine avant la venue de Qui-Gon Jinn. Il s'agit de trois romans jeunesses de la série Épisode I Adventures édités en 2000 : The Ghostling Children (116 pages), The Hunt for Anakin Skywalker (100 pages) et Trouble on Tatooine (97 pages). Un livre pour enfants sorti en 1999 met également à l'honneur Shmi : Anakin's Fate (48 pages). Ces histoires sont toutes inédites en français. Shmi est aussi présente dans le roman Le Fantôme de Tatooine (416 pages) qui met notamment en scène la fille d’Anakin Skywalker, la princesse Leia. Le roman indique que durant l’une de ses missions sur la planète natale de son père, Leia retrouve le journal holographique de Shmi ce qui lui permet de faire connaissance avec la grand-mère qu’elle n’a jamais connue. Ce livre fait ainsi le lien entre les personnages de la Prélogie et ceux de la Trilogie originale de Star Wars.
En 1999, le guide Star Wars, épisode I : Tout sur la Menace fantôme - Personnages, créatures et droïdes consacre une page à Shmi. En 2000, le guide Star Wars, épisode I : Les Lieux de l'action présente sur deux pages la maison d'Anakin et de sa mère.
La bande dessinée met aussi en scène la mère d'Anakin dans plusieurs histoires courtes : Anakin Skywalker (26 pages) et Qui-Gon Jinn (26 pages) dans l'album Épisode I - Révélations, Mauvaises Affaires (12 pages) dans le numéro 15 du magazine Star Wars, la saga en BD puis dans le premier album Intégrale Quinlan Vos, Loué soit le créateur... (10 pages) dans l'album Le Destin de Dark Vador et La Quête des Jedi (88 pages) dans les numéros 35 à 38 du magazine Star Wars, la saga en BD.

### Télévision
Le personnage Shmi apparait dans un épisode de la série télévisée The Clone Wars. Il s'agit de l'épisode 15 de la troisième saison de la série diffusé pour la première fois le 28 janvier 2011. Cet épisode symbolique et mythologique explore la nature profonde de la Force. Anakin Skywalker, alors qu'il est un jeune Jedi, y reçoit une vision de sa défunte mère, Shmi. Pernilla August assure le doublage de son personnage.

### Figurines
En 1999, pour accompagner la sortie du film La Menace fantôme, Hasbro produit de nombreuses figurines des personnages du film mais aucune de Shmi. Ce n'est qu'en 2001 que le personnage est adapté en figurine après que l'actrice Pernilla August ait été scannée en costume lors du tournage de L'Attaque des clones. Malgré cette technique, la figurine est jugée par l'auteur du livre Figurines Star Wars plus trapue que l'actrice.

## Accueil
Comme Shmi indique qu'Anakin « n'a pas eu de père » et qu'elle rajoute « Je l'ai porté, mis au monde et élevé seule », certains critiques ont considéré qu'il était le fruit d'une conception divine et donc que sa mère est une sorte de Vierge Marie. George Lucas entretient le mystère sur ce fait et précise que cette forme de conception est présente dans toutes les religions. Pernilla August, lui demandant plus d’information sur ce sujet, Lucas se contente de dire que : « C’est un truc métaphysique » sans en dire plus. Peu de temps après la sortie du film La Menace fantôme, August joue dans le téléfilm Mary, Mother of Jesus (1999) où elle interprète justement la Vierge Marie. Cette coïncidence interpelle plusieurs critiques,.
Dans le film, La Menace fantôme, le Jedi Qui-Gon Jinn semble penser que c'est la Force elle-même qui a choisi Shmi pour porter son élu. Cependant, dans le film La Revanche des Sith, le Sith Palpatine indique à Anakin que son mentor a réussi à trouver le moyen de maintenir en vie les personnes qui lui sont chères. Plusieurs critiques en ont donc conclu que Dark Plagueis, le mentor de Palpatine a pu créer l'enfant de Shmi en manipulant la Force dans le but d'en faire non pas l'élu mais le pourfendeur de l'ordre Jedi. Cette théorie n'a en revanche jamais été confirmée par Lucas ou par sa société Lucasfilm.
Dans le livre Historical and Cultural Readings of Star Wars (2016), Peter W. Lee analyse la « passion » de Shmi Skywalker. L'auteur se demande pourquoi après sa capture Shmi est laissée en vie par les Hommes des Sables. Ce pourrait être pour se servir d'elle comme d'une esclave. George Lucas s'inspirerait ainsi de toutes les cultures antiques qui pratiquaient l'esclave de guerre, les femmes et les enfants des vaincus se voyant réduit en esclavage par les vainqueurs. Une autre hypothèse serait que ces humanoïdes qu'Anakin traitent d' « animaux » seraient calqués sur un stéréotype de l'homme arabe dans le cinéma américain. L'essai Aladdin, Al-Qaeda, and Arabs in U.S. film and TV (2008) décrit ce stéréotype comme étant un libertin particulièrement friand de femme blanche ou européenne. Cette hypothèse à connotation sexuelle est cependant écartée par l'auteur à cause du caractère virginal qu'a fait endosser George Lucas à ce personnage. Le fait que Shmi soit attachée et sans doute battue est plutôt lié au manque de compréhension mutuelle qu'il existe entre les Hommes des Sables et les fermiers humains. Ils sont traités d' « animaux » mais ont bien une organisation sociale. En réalité, les Hommes des Sables attaquent les autres espèces uniquement pour s'emparer de leurs richesses. De plus, si la tente où Shmi est retenue prisonnière est surveillée par deux gardes, c'est plus parce que le clan des Hommes des Sables n'est pas d'accord sur le sort qu'ils lui réservent, plutôt que pour la surveiller.
Dans le livre The Persistence of Whiteness (2007), Daniel Bernardi rapproche le comportement des Hommes des Sables à celui des Apaches dans les Westerns américain. Comme leurs modèles, les Hommes des Sables sont qualifiés de « sauvage », ils franchissent la « frontière » pour faire des « raids » chez les hommes « civilisés » par exemple dans le film La Prisonnière du désert (1956). Shmi est dans cette interprétation, la femme blanche torturée et tuée par des sauvages faute d'avoir été protégée par un homme blanc. Elle meurt ainsi dans les bras de son fils dans une position de Pietà inversée où cette fois c'est le sauveur qui tient le corps martyr de sa mère.